# Скавинка
Скавинка (пол. Skawinka) — гірська річка в Польщі, у Мисленицькому й Краківському повітах Малопольського воєводства. Права притока Вісли, (басейн Балтійського моря).

## Опис
Довжина річки 34 км, найкоротша відстань між витоком і гирлом — 23,88  км, коефіцієнт звивистості річи — 1,43 ; площа басейну водозбору 365  км². Формується притоками та багатьма безіменними струмками.

## Розташування
Бере початок на північних схилах Бенковської Гури (675,9 м) (гміна Сулковіце). Тече переважно на північний схід через Гарбутовиці, Сулковіце, Радзішув і у Скавіні впадає у річку Віслу.

## Притоки
- Ястжемка, Цедрон, Могилка (ліві); Глогочівка, Влосанка, Жепнік (праві).

## Цікавий факт
- У місті Скавіна річку перетинає автошлях  44 (Скавіна — Затор — Освенцим — Берунь — Тихи — Міколув — Глівіце).